# Armenia Airways
Armenia Airways (арм. Արմենիա Էյրվեյզ) — армянская авиакомпания, базирующаяся в международном аэропорту Звартноц в Ереване, Армения .

## История
Авиакомпания Armenia Airways была основана в 2013 году, однако активную деятельность начала в 2018 году, получив свой первый самолёт. В 2018 году Armenia Airways арендовала самолёт BAE 146—300 у румынского авиаперевозчика Aviro Air.На данный момент у авиаперевозчика 2 Boeing 737-300

## Направления
| Страна  | Город                    | аэропорт                             | Примечания |
| ------- | ------------------------ | ------------------------------------ | ---------- |
| Армения | Ереван                   | Международный аэропорт Звартноц      | Хаб        |
| Иран    | Тегеран                  | Международный аэропорт имама Хомейни |            |
| Египет  | Хургада                  | Международный аэропорт Хургады       |            |
| Россия  | Москва, Сочи, Ставрополь |                                      |            |

## Флот
Флот Armenia Airways состоит из следующих самолётов:
| Модель самолёта       | Количество | Пассажировместимось | Примечания          |
| --------------------- | ---------- | ------------------- | ------------------- |
| Боинг 737-300         | 1          | 148                 | EK73730             |
| Боинг 737-300         | 1          | 148                 | EK73740             |
| British Aerospace 146 | 1          |                     | EK14601 На хранении |